# Route départementale 30 (Yvelines)
Pour les articles homonymes, voir Route départementale 30.
La route départementale 30 ou D30, est un des axes nord-sud importants du département des Yvelines tant au plan de la circulation routière locale qu'au plan de la circulation régionale.
Elle pallie, avec la route départementale 191, l'absence de Francilienne dans l'ouest de l'Île-de-France en ce sens qu'elle permet la liaison, du nord au sud, entre l'autoroute de Normandie (A13), la route nationale 12 et l'agglomération de Saint-Quentin-en-Yvelines où commence la route nationale 10.
L'élargissement de la route départementale 30 à quatre voies prévu sur les villes de Plaisir et d'Élancourt soulève la désapprobation de certains riverains.

## Itinéraire
Dans le sens nord-sud, les communes traversées sont :
- Achères :
  - Emprise de la D30 sur la route nationale 184 (Saint-Germain-en-Laye - Cergy-Pontoise) à proximité de la zone d'activités de la Mare aux Canes

- Poissy :
  - Entrée dans la ville avec le nom d'avenue de Pontoise jusqu'à la fusion, au carrefour Pontoise-Robespierre avec la route départementale 308 (Houilles - Poissy) qui conserve le nom de boulevard Robespierre jusqu'au giratoire du boulevard Gambetta où elle s'achève.
  - À partir de ce giratoire et vers le nord, fusion avec la route départementale 190 (Saint-Germain-en-Laye - Limay) avec le nom de boulevard Gambetta sur environ 200 m.
  - Dans le sens nord-sud, séparation d'avec la D190 avec le nom de rue Maxime Laubeuf, passage sous la D190, puis rue du Port jusqu'à la place de la Gare.
  - Dans le sens sud-nord, le tracé entre la place de la Gare et la D190 se fait par la rue du Pont ancien.
  - Puis rue de la Gare, rue Saint-Louis jusqu'au carrefour où débute la route départementale 153 (Poissy - Orgeval), avenue Meissonier, rue de la Tournelle, avenue de la Maladrerie avec passage au-dessus de l'autoroute A14 puis croisement, au carrefour dit de la Maladrerie, avec la route nationale 13 qui conduit vers l'est à Chambourcy et Saint-Germain-en-Laye et vers l'ouest d'abord à l'accès à l'autoroute A14 vers La Défense puis à Orgeval et aux entrées de l'autoroute A13.
  - La route, sous le nom de côte des Grès devient plus ou moins partagée entre Poissy et Aigremont, servant de limite, redevenant pisciacaise, devenant aigremontoise puis re-servant de limite et franchit en passage supérieur l'autoroute A13.

- la route, sous le nom de côte des Grès devient plus ou moins partagée entre Poissy et Aigremont, servant de limite, redevenant pisciacaise, devenant aigremontoise puis re-servant de limite et franchit en passage supérieur l'autoroute A13

- Feucherolles :
  -  Échangeur entre RD 30 et RD 307 : Feucherolles

- Davron

- Chavenay :
  -  Réduction à 2x1 voies (sens Chavenay-Plaisir)
  -  Réduction à 2x1 voies
  -  RD 74 : Chavenay
  -  Réduction à 2 voies (sens Plaisir-Chavenay)
  -  RD 119 : Thiverval-Grignon, Beynes, INA-PG, INRA (demi-échangeur)
  -  Réduction à 2x1 voies

- Plaisir :
  -  Carrefour giratoire entre RD 30, RD 109 et RD 98
  -  Réduction à 2x2 voies
  -  Limitation à 70 km/h
  -  RD 11 : Centre commercial Grand-Plaisir, Gare de Plaisir-les-Clayes
  -  : Commissariat de Police, Parc des Sport-Barran-Girrou (demi échangeur)
  -  : Dreux, Plaisir-centre, Plaisir-les-Gâtines, Z.A. Saint Apolline
  -  Échangeur entre RD 30, RD 58 et RN 12 : Élancourt